# Dąbie (Wielopole)
Dąbie – część wsi Wielopole w Polsce, położona w województwie małopolskim, w powiecie nowosądeckim, w gminie Chełmiec.
W latach 1975–1998 Dąbie należało administracyjnie do województwa nowosądeckiego.